# Faszikel (Einheit)
Faszikel, auch in der latein. Schreibweise Facikel, war ein Apothekergewicht für trockene Substanzen und sollte eine Unze betragen. Das Maß wurde genommen, wenn es nicht auf ein genaues Gewicht ankam. Anwendung fand das Facikel im Geltungsbereich des Nürnberger Medizinalgewichtes.
- 1 Fascikel = 1 Unze